# Augusto Meyer
Augusto Meyer (Porto Alegre, 24 de enero de 1902 - Río de Janeiro, 10 de julio de 1970) fue un escritor, periodista y folclorista brasileño. Fue miembro de la Academia Brasileña de Letras y de la Academia Brasileña de Filología. Está considerado como uno de los más importantes representantes del modernismo en Río Grande del Sur, junto con Raul Bopp y Mário Quintana.

## Biografía
Sus padres, Augusto Ricardo y Rosa Feldmann Meyer, eran inmigrantes alemanes. Realizó sus primeros estudios en Porto Alegre, para luego dedicarse a los estudios literarios y de idiomas. Colaboró en diversos periódicos de Río Grande del Sur, especialmente en Diário de Notícias y en Correio do Povo, ambos de Porto Alegre, escribiendo poemas y ensayos críticos.
En 1920 publicó su primer libro de poesías, A ilusão querida, pero fue con Coração verde (1926), Giraluz (1928) y sobre todo con Poemas de Bilu (1929) que su trabajo alcanzó renombre nacional. Como poeta que formó parte del modernismo gaúcho, introdujo una veta regionalista en su poesía. 
Formó el primer grupo modernista de Río Grande del Sur, junto con Teodomiro Tostes, Rui Cirne Lima, Vargas Neto y Pedro Vergara. En 1926 fundó la revista Madrugada con Theodemiro Tostes, Azevedo Cavalcante, João Santana, Miranda Neto y el ilustrador Sotéro Cósme.
Como ensayista y crítico literario ayudó a divulgar en Brasil gran cantidad de autores nacionales y extranjeros, entre ellos Proust, Rimbaud y Camões. En particular se destaca su ensayo sobre Machado de Assis. También estudió el folclore de Río Grande del Sur en títulos fundamentales como Guia do folclore gaúcho (1951) y Cancioneiro gaúcho (1952).
Su obra como memorialista, influida por Proust, se caracteriza por una línea lírica, mezcla de memoria, autobiografía y fantasía evocativa. Incluye los títulos Na Praça da Matriz – Trecho de Memórias (1946), Segredos da infância (1949) y No tempo da flor (1966).
Fue director de la Biblioteca Pública del Estado, en Porto Alegre, desde 1930 a 1936. Invitado por el presidente Getúlio Vargas para organizar el Instituto Nacional do Livro, se trasladó a Río de Janeiro en 1937 junto a un grupo de intelectuales gaúchos. Fue director del INL durante cerca de treinta años. Dirigió la cátedra de Estudios Brasileños en la Universidad de Hamburgo, Alemania, y fue agregado cultural de Brasil en España. El 12 de mayo de 1960 fue elegido miembro de la Academia Brasileña de Letras. También fue miembro de la Academia Brasileña de Filología.
En 1947 recibió el Premio de la Sociedad Felipe d'Oliveira en la categoría Memorias y en 1948 el Premio Machado de Assis de la Academia Brasileña de Letras por el conjunto de su obra literaria.

## Obra

### Poesía
- A ilusão querida (1920)
- Coração verde (1926)
- Giraluz (1928)
- Duas orações (1928)
- Poemas de Bilu (1929)
- Sorriso interior (1930)
- Literatura & poesia, poema em prosa (1931)
- Poesias 1922-1955 (1957)
- Antologia poética (1966)

### Ensayos
- Machado de Assis (1935)
- Prosa dos pagos (1943)
- À sombra da estante (1947)
- Notas Camonianas – Comentários críticos (1955)
- Le Bateau ivre. Análise e interpretação (1955)
- Preto & Branco (1956)
- Gaúcho, história de uma palavra (1957)
- Camões, o bruxo e outros estudos (1958)
- A chave e a máscara (1964)
- Prosa dos Pagos (1960)
- A forma secreta (1965)

### Sobre folclore
- Guia do folclore gaúcho (1951)
- Cancioneiro gaúcho (1952)
- Seleta em prosa e verso (1973)

### Memorias
- Na Praça da Matriz – Trecho de Memórias (1946)
- Segredos da infância (1949)
- No tempo da flor (1966)